# Nuéjouls
La Nuéjouls est une rivière du Sud de la France du département de l'Aveyron et un sous-affluent de la Garonne par le Dourdou de Camarès et le Tarn.

## Géographie
De 31,2 km de longueur, elle prend sa source dans le Massif central, près du col de Marcou (980 m) à 970 m d'altitude, dans les contreforts des monts de Lacaune dans la montagne de Marcou située entre les départements de l'Aveyron et de l'Hérault sur la commune de Mélagues.
La Nuéjouls coule globalement du sud vers le nord puis oblique de l'est vers l'ouest.
Elle conflue en rive droite du Dourdou de Camarès entre le Fayet et Sylvanès à 415 m d'altitude.

## Communes et canton traversés
Dans le seul département de l'Aveyron, La Nuéjouls traverse cinq communes et un seul canton :
- dans le sens amont vers aval : Mélagues (source), Tauriac-de-Camarès, Montagnol, Fayet et Sylvanès (confluence).

Soit en termes de cantons, La Nuéjouls prend source et conflue dans le même canton de Camarès, lui-même dans l'arrondissement de Millau.

## Affluents
La Nuéjouls a vingt-deux affluents référencés dont :
| - le ravin de Mayny (rg) - le Rec d'Ensalles (rd) - le ruisseau de Thalis (rd) 4,7 km - le ruisseau de Roumagnou (rg) 3 km - le ruisseau de Mauriole (rg) - le ruisseau de Bibayrol (rg) - le ruisseau de Saussières (rg) | - le ruisseau de Valazoubre (rg) 3,4 km - le ravin de la Gaudio (rd) - le ruisseau du Mas Nau (rd) 3,5 km - le ruisseau de Pierrefiche (rg) - Le Dargou (rd) 6,3 km - le ruisseau du Planet (rd) | - le ruisseau de la Fage (rg) - le ruisseau du Vivayrol (rg) - le ruisseau de Roquoybous (rd) - le ruisseau de Camoutou (rd) - le ruisseau de Monbiouré (rg) - Le Cabot (rd) 10,3 km |

Le Cabot a un rang de Strahler de trois, donc la Nuéjouls a un rang de Strahler de quatre.

## Hydrologie
La Nuéjouls traverse quatre zones hydrographiques : Le Dourdou (de Camarès) de sa source au confluent du Nuéjouls (O350), Le Nuéjouls de sa source au confluent du Dargou (inclus) (O351), Le Nuéjouls du confluent du Dargou au confluent du Dourdou (de Camarès) (O352), Le Dourdou (de Camarès) du confluent du Nuéjouls au confluent du Gommaric (inclus) (O353), pour 90 km2 de superficie.